# 龙山街道 (长兴县)
龙山街道是中华人民共和国浙江省湖州市長興縣下辖的一个街道办事处。
2015年5月11日，湖州市人民政府批复同意增设龙山街道。辖原雉城街道的体育场、龙山、齐北、双拥4个城市社区，高山岭、玄坛庙、新湖、西峰坝4个居民区，后洋、涧塘、渚山、川步4个行政村。

## 行政区划
龙山街道下辖以下村级行政区划单位：
双拥社区、川步村、体育场社区、高山岭社区、玄坛庙社区、新湖社区、西丰坝社区、龙山社区、齐北社区、渚山村、涧塘村和后洋村。